# Atrichum yunnanense
Atrichum yunnanense là một loài rêu trong họ Polytrichaceae. Loài này được (Broth.) E.B. Bartram mô tả khoa học đầu tiên năm 1935.